# Чалий Петро Федорович
Петро Федорович Чалий (29 березня 1944, Вінниця, Українська РСР, СРСР) — український дипломат, Надзвичайний та Повноважний Посол України в Молдові у 2000-2007.

## Життєпис
Народився 29 березня 1944 року у м. Вінниця.
Закінчив Київський державний університет ім. Т. Г. Шевченка, правознавство. Кандидат юридичних наук. Володіє іноземними мовами: російською, англійською.
З 1961 по 1962 — працював токарем Вінницького агрегатного заводу.
З 1962 по 1963 — плиточник-штукатур БМЦ № 1 Вінницького будівельно-монтажного тресту.
З 1963 по 1966 — служба в армії.
З 1966 по 1967 — плиточник-штукатур БМУ-машбуд, Вінниця.
З 1967 по 1972 — студент Київського державного університету ім. Т. Г. Шевченка.
З 1975 по 1980 — молодший науковий співробітник Інституту держави і права АН України.
З 1980 по 1983 — вчений секретар Інституту держави і права АН України.
З 1983 по 1987 — старший науковий співробітник Інституту держави і права АН України.
З 1987 по 1989 — старший науковий співробітник Київської вищої партійної школи ЦК КПУ.
З 1989 по 1990 — старший викладач Вищої партійної школи ЦК Компартії України.
З 1990 по 1991 — в.о. завідувача сектору громадянства Секретаріату Верховної Ради України.
З 1991 по 1992 — завідувач сектору громадянства Секретаріату Верховної Ради України.
З 26.09.1994 по 1996 — завідувач відділом з питань громадянства Адміністрації Президента України.
З 1996 по 24.01.2000 — завідувач відділу громадянства Адміністрації Президента України.
З 20.12.2000 по 03.03.2007 — Надзвичайний та Повноважний Посол України в Молдові.